# Мелани (Гревенско)
Мелани или Мелницко (на гръцки: Μελανή, до 1927 година: Μελεντσικό, Меленцико) е бивше село в Република Гърция, в дем Гревена, област Западна Македония.

## География
Селището се е намирало на около 35 km източно от град Гревена, на няколко километра югоизточно от село Палеохори.

## История

### Античност и Средновековие
В района на селището в древността се е намирал античният град Омолион, а през средновековието – византийският Молискон (Молесхи). В хълмовете на юг към днешното село Панагия са съществували няколко манастира, чиито останки могат да се забележат и днес.

### В Османската империя
В края на XIX век Мелницко е гръцко християнско село в нахия Венци на Кожанската каза на Османската империя. Според статистиката на Васил Кънчов в 1900 година в Мелницко живеят 85 гърци. Селото не е отбелязано от гръцките статистики от началото на ХХ век. 
На Етнографската карта на Битолския вилает на Картографския институт в София от 1901 година Мелницко е чисто гръцко село в Кожанската каза на Серфидженския санджак с 16 къщи.
По данни на секретаря на Българската екзархия Димитър Мишев („La Macédoine et sa Population Chrétienne“) в 1905 година в Мелницко (Melnitzko) има 80 гърци.

### В Гърция
През Балканската война в 1912 година в селото влизат гръцки части и след Междусъюзническата в 1913 година Мелницко влиза в състава на Кралство Гърция. През 1913 година новите власти при първото преброяване регистрират в Мелинско (Μελινσκό) 82 жители.
Въпреки че през 1927 година селището е официално преименувано на Мелани, днес местността му е известна сред местното население като Милинцко.
| Година    | 1913 | 1920 | 1928 | 1940 | 1951 | 1961 | 1971 | 1981 | 1991 | 2001 | 2011 | 2021 |
| --------- | ---- | ---- | ---- | ---- | ---- | ---- | ---- | ---- | ---- | ---- | ---- | ---- |
| Население | 82   |      |      |      |      |      |      |      |      |      |      |      |